# بزرگراه میان‌ایالتی ۷۶ (غرب)

بزرگراه میان ایالتی ۷۶ (غرب) (به انگلیسی: Interstate-76، مخفف:I-76(W)) یکی از بزرگراه‌های میان ایالتی آمریکاست. که مسیر شرقی-غربی داشته و زیر مجموعه ندارد.